# Soliton
Solitón je val, ki po mediju potuje s konstantno hitrostjo in nespremenjeno obliko. Pogoj za nastanek takega vala sta nelinearen odziv snovi in disperzivnost. Najbolj znani so solitoni v hidrodinamiki (npr. cunamiji) in v optiki (v optičnih vlaknih). Matematično dobimo solitone kot rešitve nelinearnih parcialnih diferencialnih enačb.

## Fizika solitonov
V disperzivnem sredstvu je hitrost razširjanja valovanja odvisna od njegove valovne dolžine. Za valovni paket, ki je sestavljen iz valovanj z različnimi frekvencami, to pomeni, da se pri potovanju skozi tako snov razširi, saj različni deli vala potujejo z različno hitrostjo. Če pa je snov hkrati še nelinearna, kar pomeni, da je lomni količnik za dano frekvenco odvisen tudi od intenzitete valovanja, pa lahko pride do izničenja vpliva disperzije in nelinearnosti: zaostali del valovnega paketa nelinearni pojavi pohitrijo, prehitevajoči del paketa pa upočasnijo. Tako dobimo val, ki po snovi potuje z nespremenljivo obliko - soliton.
Zanimivo je obnašanje dveh solitonov ob trku. Za razliko od običajnega valovanja, ki ob srečanju interferirata, solitoni po trku nemoteno potujejo naprej z nespremenjeno hitrostjo in obliko, spremeni se jim le faza. Prav tako lahko en val prehiti drugega in oba nemoteno potujeta naprej.
Za razliko od običajnega valovanja, ki mu amplituda in hitrost pojema v odvisnosti od razdalje od izvora, se soliton na dolge razdalje propagira s konstantno hitrostjo in obliko/amplitudo.

## Zgodovina
Kot prvi je opazil solitone škotski pomorski inženir John Scott Russel (1808-1882) leta 1834 na kanalu z imenom Union Canal v bližini Edinburga, kjer je opazoval premikanje čolna na vodi. Ko se je čoln ustavil, je ustvaril val, ki se je z nespremenjeno obliko (približno pol metra visok in 10 metrov dolg) in hitrostjo (približno 16 km/h) širil po kanalu 2-3 km daleč. Scott Russel ga je prvotno poimenoval translacijski val.
Scott Russel je v nadaljevanju podrobneje proučeval obnašanje solitonov. Njegovo eksperimentalno delo se ni skladalo z Newtonovo in Bernoullijevo teorijo hidrodinamike. Airy in Stokes sta s težavo sprejela Scott Russlova eksperimentalna opažanja, saj jih ni bilo moč pojasniti z obstoječimi teorijami o valovanju v vodi.
Prvi teoretični opis solitonov je leta 1871 podal francoski matematik Joseph Valentin Boussinesq (1842-1929), leta 1876 pa tudi lord Rayleigh. Leta 1895 sta nizozemski matematik Diederik Johannes Korteweg (1848-1941) in Gustav de Vries (1866-1934) predstavila diferencialno enačbo, ki se sedaj imenuje Korteweg-de Vriesova enačba, in velja za eno osnovnih enačb, katere rešitev so solitoni.
Norman Zabusky iz Bellovih laboratorijev in Martin David Kruskal z Univerze Princeton sta leta 1965 prva pokazala obnašanje solitonov v snovi na podlagi Korteweg–de Vriesove enačbe z računalnikom s pomočjo metode končnih razlik. Pokazala sta tudi kako to obnašanje pojasnjuje težko razrešljivo predhodno delo Fermija, Paste in Ulama.
Gardner, Greene, Kruskal in Miura so leta 1967 odkrili transformacijo obratnega sipanja, kar je omogočilo analitično rešitev Korteweg–de Vriesove enačbe. Laxovo delo o Laxovih parih in Laxovi enačbi je razširilo to na rešitev mnogih sistemov, ki generirajo solitone.
Leta 1973 so prvič napovedali, da lahko pride do pojava solitonov tudi v optičnih vlaknih in predlagali njihovo uporabo v telekomunikacijah. Prvič so svetlobne solitone eksperimentalno ustvarili leta 1980.

## Solitoni v optičnih vlaknih
V optičnih vlaknih razširjanje svetlobe opišemo z valovno enačbo. V primeru, da je lomni količnik odvisen od intenzitete svetlobe (Kerrov pojav), pride do samo-modulacije faze valovanja. Če ta učinek izničimo z disperzijo, dobimo soliton. Valovno enačbo moramo v tem primeru ustrezno popraviti. Privzamemo, da je svetloba polarizirana v eni smeri, potem električno in magnetno polje svetlobe opišemo s skalarjem, ki je odvisen od kraja {\displaystyle (z)} in časa {\displaystyle (t)}. Če to funkcijo zapišemo kot produkt nihanja svetlobe in ovojnice {\displaystyle u}, potem za obliko ovojnice dobimo nelinearno parcialno diferencialno enačbo. Z uvedbo novih brezrazsežnih spremenljivk dobimo enačbo, v kateri prepoznamo nelinearno Schrödingerjevo enačbo:
{\displaystyle i{\frac {\partial u}{\partial z'}}+{\frac {1}{2}}{\frac {\partial ^{2}u}{\partial t'^{2}}}+|u|^{2}u=0\!\,.}
Pri tem je
{\displaystyle t'={\frac {z-vt}{v\tau _{0}}}\!\,,}
{\displaystyle z'={\frac {|k''|z}{\tau _{0}^{2}}}\!\,,}
{\displaystyle u={\frac {v}{u_{0}}}\!\,.}
Privzeli smo, da se oblika vala v kraju in času spreminja počasi v primerjavi s periodo valovanja in valovno dolžino svetlobe. Vpeljani parametri imajo tudi fizikalni pomen: {\displaystyle \tau _{0}} je širina solitona, {\displaystyle u_{0}} njegova amplituda, 
{\displaystyle v} je hitrost razširjanja solitona in {\displaystyle k''}je koeficient materialne disperzije.
Za solitonsko rešitev mora veljati še:
{\displaystyle Q(u):=\int _{-\infty }^{+\infty }{|u|^{2}}\,\mathrm {d} z'\!\,,}
{\displaystyle E(u)=\int _{-\infty }^{+\infty }{|\nabla \;u|^{2}-{\frac {|u|^{4}}{4}}}\,\mathrm {d} z'\!\,,}
pri čemer {\displaystyle Q} določa normalizacijo vala, {\displaystyle E} pa energijo vala - obe količini sta končni in se morata ohranjati. Namesto konstant Q in E se pogosto navaja robne pogoje:
{\displaystyle u(z'=\pm \infty )=0\!\,,}
{\displaystyle \nabla \;u(z'=\pm \infty )=0\!\,.}
Solitonska rešitev te enačbe ima potem obliko:
{\displaystyle u(z',t')={\frac {e^{i{\frac {z'}{2}}}}{\operatorname {ch} (t')}}\!\,,}
oziroma:
{\displaystyle v(z,t)=u_{0}{\frac {e^{\frac {iz|k''|}{2\tau _{0}^{2}}}}{\operatorname {ch} ({\frac {z-vt}{v\tau _{0}}})}}\!\,.}

## Uporaba solitonov
Ultrakratki solitoni (femtosekundni do pikosekundni) so bili generirani v optičnih vlaknih pri valovnih dolžinah nad 1,3 mikrometra v enorodovnih optičnih vlaknih. Če želimo ustvariti soliton v optičnem vlaknu, moramo na optično vlakno pripeljati pulz, ki ima tako obliko, kot jo ima soliton, torej {\displaystyle 1/\operatorname {ch} (z)}, hkrati pa mora biti produkt širine in amplitude pulza enak kot za soliton. 
Solitoni so bili že propagirani skozi kar nekaj tisoč kilometrov optičnih vlaken. Prav zato, ker jih lahko propagiramo velike razdalje in kljub temu ohranijo obliko, so uporabni za prenos podatkov. Tipične hitrosti prenosa podatkov z solitoni naj bi bile {\displaystyle 10^{12}}b/s oziroma terabit na sekundo.